# Relhania tricephala
Relhania tricephala là một loài thực vật có hoa trong họ Cúc. Loài này được (DC.) K.Bremer miêu tả khoa học đầu tiên năm 1976.